# Bahames
Les Bahames (en anglès, The Bahamas, oficialment Commonwealth of The Bahamas o Commonwealth of the Bahamas) són un estat insular de l'Amèrica Central, situat a l'oceà Atlàntic, al sud-est de la península de Florida, al nord-est de Cuba, al nord d'Haití i a l'oest de les illes Turks i Caicos. Està format per l'arxipèlag homònim, on destaquen les illes d'Andros, Gran Bahama, Great Abaco, Eleuthera, Cat, Long Island, Crooked, Acklins, Mayaguana, Great Inagua i New Providence. La capital és Nassau, a l'illa de New Providence.

## Història
Els primers habitants de les Bahames van ser els taïnos, que es van traslladar a les illes del sud deshabitades d'Hispaniola i Cuba al voltant dels anys 800-1000 dC, després d'haver emigrat des d'Amèrica del Sud.
La primera terra en la qual va desembarcar Cristòfor Colom al Nou Món el 1492 es creu que va ser a l'illa de Sant Salvador o Guanahaní una de les més orientals de les Bahames, anomenada originalment pels arawaks Guanahani, i posteriorment Watling pels britànics, localitzada al sud de l'arxipèlag de les Bahames. Allí, Colom va trobar als amistosos arawaks (també coneguts com a lucayos) i va intercanviar regals amb ells. La posterior desaparició dels arawaks i d'altres pobles es va deure en gran manera a aquesta i a posteriors expedicions europees a la regió.
La colonització anglesa de les Bahames va començar el 1648 amb un petit grup de puritans exiliats de les Bermudes durant la Guerra Civil anglesa liderats per David Marley que va establir una colònia a l'illa d'Eleuthera. Des de finals del segle xv fins al segle xvii, les Bahames van estar sota la sobirania espanyola, encara que les illes, per la seva situació estratègica en la ruta marítima entre Europa i Amèrica, i per formar l'arxipèlag un autèntic laberint insular, gradualment van ser transformant-se en amagatalls i nius de pirates i bucaners, especialment anglesos. Així en el segle xviii, els colons britànics que havien deixat Nova Anglaterra, a causa dels sentiments anti-britànics existents en aquella colònia, es van traslladar a les illes. A causa del gran nombre de colons britànics a les illes, la sobirania de l'arxipèlag es va traspassar d'Espanya al Regne Unit, i les Bahames van ser declarades colònia britànica el 1783.
L'Acta del Comerç d'Esclaus (1807) va abolir el comerç d'esclaus a les possessions britàniques, incloses les Bahames. El Regne Unit va pressionar altres països traficants d'esclaus perquè també abolissin el comerç d'esclaus, i va donar a la Royal Navy el dret d'interceptar vaixells que transportessin esclaus a alta mar. Milers d'africans alliberats dels vaixells d'esclaus per la Royal Navy van ser reassentats a les Bahames. A la dècada de 1820 durant el període de les Guerres Seminola a Florida, centenars d'esclaus nord-americans i seminoles africans van escapar de Cap Florida a les Bahames. Es van establir principalment al nord-oest de l'illa d'Andros, on van desenvolupar el poble de Red Bays. L'esclavitud va ser abolida a l'Imperi Britànic la Llei d'abolició de l'esclavitud de 1833, l'1 d'agost de 1834.
En plena Segona Guerra Mundial, el Duc de Windsor (anteriorment el rei del Regne Unit Eduard VIII) és nomenat Governador General de les Bahames i va viatjar a aquestes illes en companyia de la seva esposa, la duquessa de Windsor, Wallis Simpson, el 1940 per exercir aquest càrrec de Governador General fins al 1945.
Lynden Pindling, del Partit Liberal Progressista (PLP), de majoria negra, es converteix en Primer Ministre el 1967, després de les primeres eleccions legislatives del país. El 1973, els habitants de les Bahames van votar a favor de la independència i es van declarar independents del Regne Unit, encara que van romandre dins de la Commonwealth. Des de la seva independència, les Bahames han prosperat notablement gràcies al turisme, a la banca internacional i a la gestió d'inversions.
A les eleccions del 1992 el Moviment Nacional Lliure (FNM) va obtenir la majoria. Pindling, denunciat per corrupció, va ser substituït per Hubert Alexander Ingraham en la prefectura del govern. La victòria de l'FNM en les eleccions del 1997 se li atribueix als resultats econòmics positius i l'embolcall del PLP en escàndols financers. El pas de l'huracà Floyd pel país, el 1999, va provocar seriosos danys i va perjudicar el turisme. El setembre de 2019, l'huracà Dorian va colpejar les illes Abaco i Gran Bahama a una intensitat de Categoria 5, devastant el nord-oest de les Bahames. La tempesta va causar danys per almenys 7.000 milions de dòlars i va matar més de 50 persones, amb 1.300 persones encara desaparegudes.

## Geologia

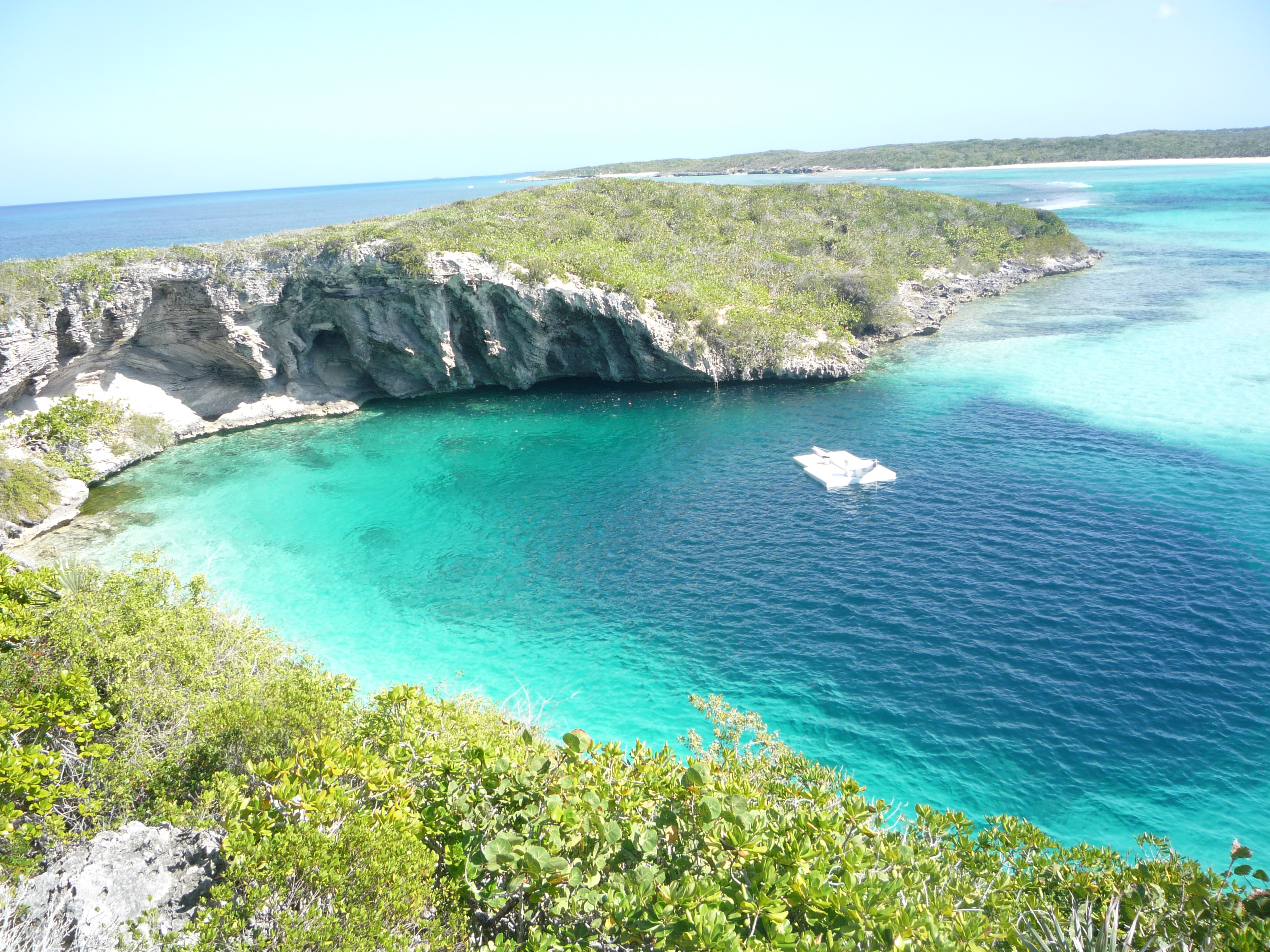
Forat blau de Dean a Clarence Town a Long Island, Bahamas.

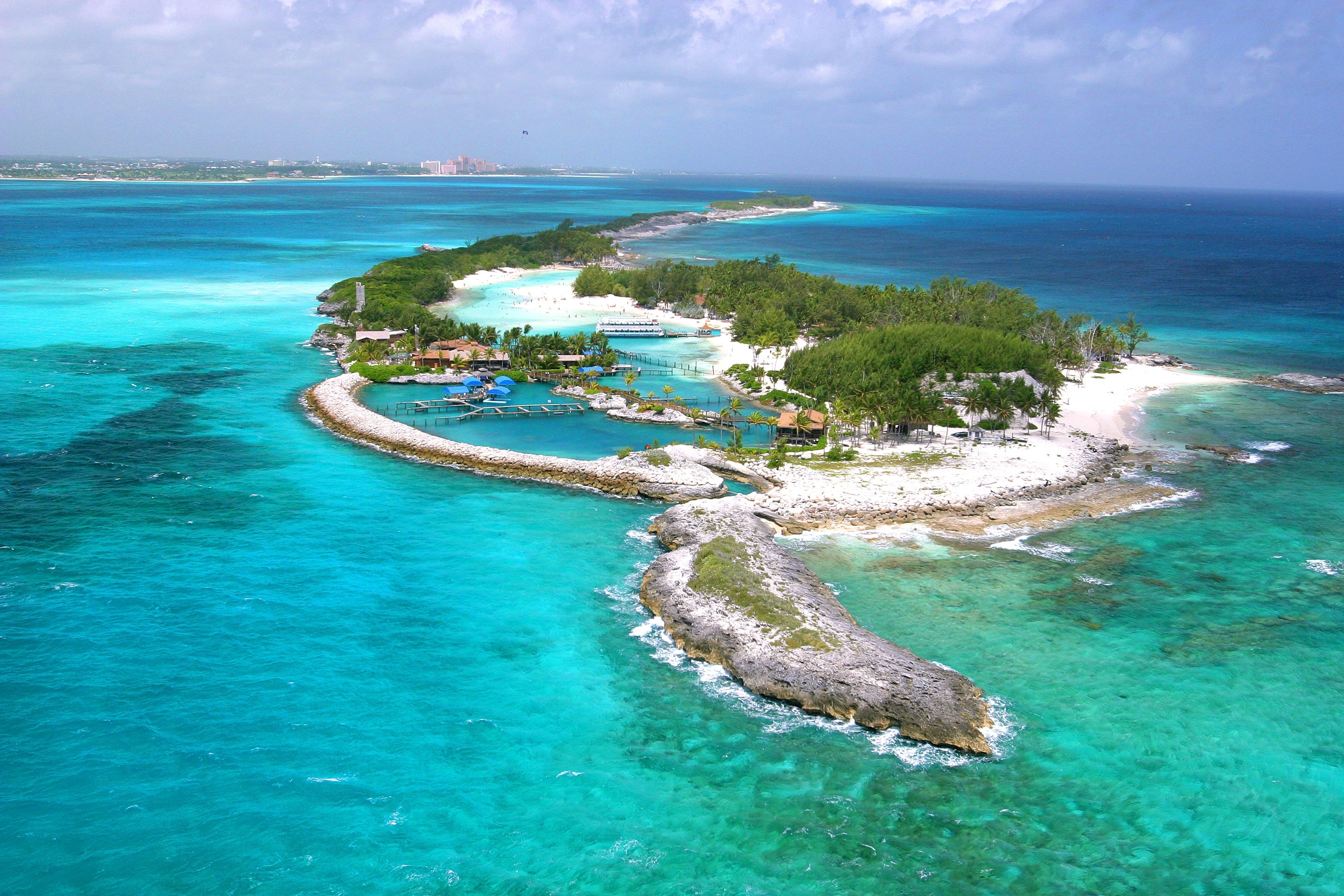
La Blue Lagoon Island, Bahamas.

En general es creu que les Bahames es van formar fa aproximadament 200 milions d'anys, quan Pangea va començar a fraccionar-se. En els temps actuals, perdura com un arxipèlag que conté més de 700 illes i cais, vorejats al voltant de diferents esculls de corall. La pedra calcària que comprèn els bancs s'ha anat acumulant almenys des del període Cretaci, i potser tan aviat com el Juràssic; avui el gruix total sota el Great Bahama Bank supera els 4,5 quilòmetres. Com que la pedra calcària es va dipositar en aigües poc profundes, l'única manera d'explicar aquesta columna massiva és estimar que tota la plataforma s'ha enfonsat sota el seu propi pes a un ritme d'aproximadament 3,6 centímetres per mil·lenni. Les Bahames formen part de l'Arxipèlag de les Lucayas, que continua cap a les Illes Turks i Caicos, el Mouchoir Bank, el Silver Bank i el Navidad Bank. La Plataforma de les Bahames, que inclou les Bahames, el sud de Florida, el nord de Cuba, les Illes Turks i Caicos i el Blake Plateau, es va formar fa uns 150 milions d'anys, poc després de la formació de l'Atlàntic Nord. Els 6,4 km de pedra calcària gruixuda, que predomina a les Bahames, es remunta al Cretaci. Aquesta pedra calcària s'hauria dipositat en mars poc profunds, suposadament una porció estesa i aprimada de l'escorça continental nord-americana. Els sediments s'estaven formant aproximadament a la mateixa velocitat que l'escorça de sota s'estava enfonsant a causa del pes afegit. Així, tota la zona constava d'una gran plana marina amb algunes illes. Aleshores, al voltant de 80 milions d'anys enrere, la zona es va inundar pel Corrent del Golf. Això va provocar l'ofegament de l'altiplà de Blake, la separació de les Bahames de Cuba i Florida, la separació del sud-est de les Bahames en bancs separats, la creació del Cay Sal Bank, més els Grans i Petits Bancs de les Bahames. La sedimentació de la "fàbrica de carbonats" de cada banc, o atol, continua avui a un ritme d'uns 20 mm per mil·lenni. Els esculls de corall formen els "murs de contenció" d'aquests atols, dins dels quals es formen oòlits i pèl·lets.
El creixement del corall va ser més gran durant el periode Terciari, fins a l'inici de les èpoques glacials i, per tant, aquests dipòsits són més abundants per sota d'una profunditat de 36 m. De fet, un antic escull extingit existeix a mig quilòmetre cap al mar de l'actual, a 30 m. sota el nivell del mar. Els oòlits es formen quan l'aigua oceànica penetra als bancs poc profunds, augmentant la temperatura al voltant de 3 °C i la salinitat en un 0,5 per cent. El ooides cimentats s'anomenen pedra de raïm. A més, es troben estromatòlits gegants als Cais Exuma.:22,29–30
L'estratigrafia de les illes consisteix en la Formació Owl's Hole del Plistocè Mitjà, coberta per la Formació Grotto Beach del Plistocè superior, i després la Formació de la Badia Rice de l'Holocè. Tanmateix, aquestes unitats no s'apilen necessàriament una sobre l'altra, sinó que es poden situar lateralment. La formació més antiga, Owl's Hole, està coberta per un paleosol de terra rossa, igual que Grotto Beach, tret que està erosionada. La Formació Grotto Beach és la més estesa.

## Política
Bahames, està governada per una monarquia constitucional. És una nació membre del Commonwealth, o Comunitat Britànica de Nacions. El poder executiu és exercit pel monarca britànic com a cap d'Estat, i aquest és representat pel governador general, designat pel cap d'estat. El primer ministre apareix en 1955 amb les eleccions parlamentàries en l'arxipèlag. Est és assistit per un vice primer ministre, nomenat pel governador general.
El poder legislatiu recau en un sistema de parlament bicameral. Està compost per 16 membres del senat (nomenats pel governador general) i 40 membres de la cambra de representants, electes directament per la població.
El Comitè Judicial del Consell Privat de la monarquia britànica és la més alta cort en les Bahames; per sota té la Cort d'Apel·lacions, la Cort Suprema (amb 12 jutges) i les Corts de Magistrats.

## Economia
Bahames és un país en desenvolupament estable, dependent de l'economia basada en el turisme i activitats bancàries. Només el turisme ja suposa més del 60% del PIB i empra directament o indirectament la meitat de la mà d'obra de l'arxipèlag. L'expansió constant del turisme i l'auge en la construcció d'hotels, de recursos, i de noves residències havien conduït al creixement sòlid del PIB durant anys abans del 2006, però des d'aquell any va haver-hi una caiguda en el nombre de turistes.
Els serveis financers constitueixen el segon sector en importància de l'economia de Bahames, prop del 15% del PIB. No obstant això, des de desembre de 2000, quan el govern va decretar noves regulacions sobre el sector financer, molts negocis internacionals han sortit de les Bahames. La indústria i l'agricultura contribueixen aproximadament a una desena part del PIB i mostren poc creixement, malgrat els incentius que el govern destina a aquests sectors.

## Cultura
- Galeria d'art nacional de les Bahames
- Biblioteca pública i museu de Nassau